# Enkhbatyn Badar-Uugan
Enkhbatyn Badar-Uugan (em mongol: Энхбатын Бадар-Ууган; Ulaanbaatar, 3 de junho de 1985) é um boxeador amador da Mongólia. Foi campeão olímpico em Pequim 2008 e vice campeão mundial em Chicago 2007, sempre no peso galo.

## Carreira
Nos Jogos Asiáticos de 2006, Badar-Uugan conquistou a medalha de bronze após perder na semifinal para o sul-coreano Han Soon-Chul por 19 a 29.
No Mundial, chegou à final derrotando o inglês Joe Murray por 20 a 11, mas perdeu o título para o russo Sergey Vodopyanov (14 a 16).
Nos Jogos Olímpicos de Verão de 2008, ele derrotou o cubano Yankiel León por 16 a 5.